# Акт Люблінської унії
Акт Люблінської унії — документ, виданий для коронних маєтків, зберігається в Архіві історичних документів у Варшаві. Другий, для литовських депутатів, був втрачений під час Другої світової війни. У 2017 році збережений документ був включений до реєстру «Пам'ять світу» як спільний запис для Польщі, Латвії, Білорусі, Литви та України.

## Історія
Люблінський сейм розпочав своє засідання 10 січня 1569 року. Польські та литовські депутати радилися окремо, збираючись на спільні засідання. Було створено два проекти унії: польський, підготовлений Філіпом Паднєвським, зі спільним вибором і коронацією правителя, спільним сеймом, посадами та обороною, і литовський, що передбачав персональну унію та військовий союз.
Лише 27 червня 1569 року литовські депутати погодилися на укладення унії, а 29 червня було узгоджено остаточний зміст акту. Документ був підготовлений і 1 липня 1569 року польські та литовські депутати обмінялися актами та склали присяги, а 4 липня король видав документи, що підтверджували укладення унії.
Унія була двостороннім договором, тобто існувало два документи, написані на пергаменті. Вони мали схожий зміст і однакову юридичну силу. Документи відрізнялися розміром, що випливало з необхідності прикріплення різної кількості печаток; литовських делегатів було лише 77, тоді як польських сенаторів і коронних депутатів — 140.
Документ для коронних земель зберігався на Вавелі в Краківському коронному архіві в литовському відділі. 1765 року Архів був перевезений до Варшави, а після третього поділу разом з іншими документами вивезений до Петербурга. Він зберігався в архіві Правлячого сенату, а потім у відділі рукописів Імператорської публічної бібліотеки. Після Ризького договору 1921 року він повернувся до Польщі та був поміщений до Центрального архіву історичних документів.
Акт для литовських земель зберігався в архіві Великого князівства Литовського, а після 1744 р. був відправлений до Несвіжа, до архіву Радзивіллів. У 1920 році його привезли до Варшави. Під час Другої світової війни акт встановлення свячень, акт Городської та Люблінської уній у березні 1940 року, Антоній Івановський, куратор Радзивіллівського архіву у Варшаві, передав Янушу Францішеку Радзивіллу. До початку Варшавського повстання документи зберігалися в залізному ящику, який знаходився в підвалі палацу на вул. Білянська 14. Після падіння Варшавського повстання залізний ящик зник. Припускають, що її забрали німці або грабіжники. З трьох включених до нього документів зберігся лише акт рукоположення, який зберігається в Центральному архіві історичних документів.

## Документ
У 1911 р. історична комісія Варшавського наукового товариства вирішила зібрати й опублікувати акти унії між Польщею та Литвою. Збір матеріалів було доручено Станіславу Кутшебі та Владиславу Семковічу. Останній дійшов до Москви та Несвіжа, де оглянув і описав оригінали документів Люблінської унії. Додатково планувалося видавати фотодруковані репродукції більш важливих документів за фотографіями, зробленими дослідниками. Початок Першої світової війни не тільки завадив публікацію книги, але й гелевих пластин, підготовлених Графічним видавництвом B. Вєжбіцького з репродукціями, «були повністю знищені впливом часу».

### Документ для литовських депутатів
Завдяки проведеним дослідженням (опублікованим у 1932 р.) ми маємо опис пізніше втраченої копії Несвізької унії, що зберігалася у спеціальній вітрині. Це був пергаментний документ, 76,5 см завширшки, 58 заввишки і з напуском 10 см. В інвокації великими літерами написані три декоративні ініціали W, P, A. 140 печаток були підвішені 4 групами на 4 товстих шнурах, просмикнутих через круглі отвори у вкладці, укріпленій зсередини подвійною пергаментною смужкою. Чотири шнури були скручені з ниток, подібних до тих, на яких були підвішені печатки.
Перша група складається з 15 печаток (одна була відсутня), підвішених на нитках білого, темно-синього, коричневого, рожевого та світло-зеленого кольорів. Печатки єпископів, будучи більшими, вішали нижче, а печатки воєвод (менші) — вище.
Друга група складалася з 9 печаток (одна знищена), третя з 24 (одна вирізана, одна відсутня), підвішених по три на нитці, і четверта — 92 печатки, підвішені по 6-9 на нитках, скручених у два відгалуження.

### Документ для коронних маєтків
Владислав Семкович описав документ (зберігається в Архіві історичних документів у Варшаві), коли він зберігався в Архіві закордонних справ у Москві. Він був поміщений у скриньку, а кожна печатка була захована в тканинний мішечок. Пергаментний документ має 72 см завширшки, 45 см заввишки і 10 см внахлест. Текст написаний каліграфічним почерком, звернення великими літерами, ініціал W «видряпаний олівцем, а не чорнилом». До закладки було прикріплено 77 печаток (одна вирізана). Праворуч і ліворуч були менші печатки, а посередині — 17 більших печаток. Всі печатки посередині були відтиснуті червоним воском. Вони висять на окремих шовкових шнурах, 9 з яких рожево-зеленого кольору, а 8 — вишневого. Серед них печатки: Валер'яна Протасевича, Віленського єпископа, Григорія Ходкевича, Великого гетьмана Литовського, Остафія Воловича, Яна Ходкевича, Павла Сапєги, Юрія Василевича Тишковича, Григорія Тризни, Григорія Воловича, Яна Миколайовича Гайка, Миколая Нарушевича і Миколая-Криштофа Радзивілла.
З лівого боку підвішено 17 печаток. Усі, крім останнього, висять по два на вишнево-зелених шнурках. Серед них печатки: Яна Кишки, Яна Болеславовича Свірського, Миколая Павловича Сапіги, Малхера Зигмунтовича Сновського, Станіслава Павловича Нарушевича та Михайла Гарабурди.
Праворуч — 43 печатки, відбиті брудно-зеленим воском (крім однієї), як і ліворуч, по 2 на рядок, за винятком останніх трьох рядків, на яких висить по 3 печатки.

## Текст
Текст Люблінської унії можна поділити на три частини: преамбулу та основну та заключну частини. У преамбулі міститься заклик: В ім'я Господнє, амінь. На вічну пам'ять про справу, описану нижче, після якої було розміщено список підписантів. Перелічено лише посланців Великого князівства Литовського, оскільки вони, будучи підписантами від імені Великого князівства Литовського, присягнули відновити унію з Короною. Основна частина складається з 19 пунктів, а заключна частина містить висновки, зобов'язання та клятви.

## Пам'ять світу
У 2009 році президент Любліна Адам Василевський надіслав листа до голови Польського комітету програми ЮНЕСКО «Пам'ять світу» Славоміра Радоня щодо внесення Акту Люблінської унії до списку програми ЮНЕСКО «Пам'ять світу». Там розміщені документи особливого, всесвітнього значення. Акт Люблінської унії визнавався «унікальним свідченням державного союзу, створеного в ранньомодерні часи в результаті переговорів і згоди між двома рівноправними сторонами, зі значною роллю парламенту в переговорному процесі та подальшому функціонуванні унії». Копія, видана литовською стороною польській стороні, була включена до списку. оскільки нам невідома повоєнна доля копії, виданої Короною Великому князівству Литовському, ми не знаємо.. Урочиста акція з нагоди напису відбулася в березні 2018 року в будівлі Архіву нових записів. У церемонії взяли участь віце-прем'єр-міністр, міністр культури Пьотр Глинський, генеральний секретар Польського комітету ЮНЕСКО Славомир Ратайський та головний директор Державного архіву та голова Польського комітету програми ЮНЕСКО «Пам'ять світу» Войцех Возняк, а також представники Литви, Латвії, Білорусі та України. Документ подано як спільний запис п'яти країн: Польщі, Литви, України, Білорусі та Латвії.
Оригінал дуже рідко стає доступним для публіки. Його показували 22 березня 2018 року з нагоди вступу та протягом кількох днів у липні 2019 року під час виставки, організованої в рамках святкування Року Люблінської унії.